# Spirals in hyperspace
Spirals in hyperspace is een studioalbum van Ozric Tentacles. Het is hun eerste album voor een nieuw platenlabel Magna Carta Records. Ed Wynne altijd al de leider van de band ziet de Ozric langzaam uit elkaar vallen, maar tegelijkertijd bespeelde hij de meeste muziekinstrumenten op dit album, dat door die constructie haast als een soloalbum is geworden. Voor de muziek maakte het nauwelijks verschil. Het betekende wel een korte terugkeer van Merv Pepler, die eerder bij de Ozrics speelde, toen vertrok naar Eat Static en daarna met Wynne optrad als Nodens Ictus. Het was tevens de introductie van mevrouw Wynne: Brandi. Als gast een ander stel, ditmaal uit System 7 met voormalige Gongleden Hillage en Giraudi.
Ook weer terug is Erp (Ozrics mascotte), hij keerde terug op de binnenhoes.

## Musici
- Ed Wynne – gitaar, synthesizers en programmeerwerk op alle tracks
- Stu Schoo Fisher – slagwerk op Chewier, Oakum en Zoemetra
- Christopher Seaweed Lennox-Smith – synthesizer en bubbles op Oakum en 'kindling' on Cheweir
- John Egan - ney, blul, duduk en fluit op Oakum en Zoemetra
- Zia Geelani – basgitaar op Oakum
- Merv Pepler – elektronisch slagwerk en samples op Psychic chasm
- Brandi Wynne – glide bass op Chewier, spikes op Plasmoid en thee op Psychic chasm
- Steve Hillage en Miquette Giraudi - gitaar en aanvullende synthesizers op Akasha

## Muziek
| Nr. | Titel                            | Duur |
| --- | -------------------------------- | ---- |
| 1.  | Chewier (Ozrics)                 | 5:26 |
| 2.  | Spirals in hyperspace (Ed Wynne) | 9:51 |
| 3.  | Slinky (Ed Wynne)                | 8:39 |
| 4.  | Toka Tola (Ed Wynne)             | 7:46 |
| 5.  | Plasmoid (Ed Wynne)              | 5:17 |
| 6.  | Oakum (Ed Wynne)                 | 9:03 |
| 7.  | Akasha (Ed Wynne)                | 7:27 |
| 8.  | Psychic chasm (Ed Wynne, Pepler) | 8:44 |
| 9.  | Zoemetra (Ozrics)                | 7:23 |